# 333043 Courtneymario
333043 Courtneymario è un asteroide della fascia principale. Scoperto nel 2004, presenta un'orbita caratterizzata da un semiasse maggiore pari a 2,418785 UA e da un'eccentricità di 0,180641, inclinata di 2,236984° rispetto all'eclittica.